# Dolorosa (Museo de la Iglesia de Oviedo)
La Dolorosa es una talla anónima de los siglos xvi, xvii o xviii. Está ubicada en el Museo de la Iglesia de Oviedo, en Asturias (España).

## Historia
Debido a la inexistencia de documentación sobre la imagen, se desconoce quién la talló así como el periodo de ejecución, aunque la pieza suele encuadrarse en el siglo xvi y se considera una de las numerosas copias de la Virgen de las Angustias elaborada hacia 1561 por Juan de Juni para la Ilustre Cofradía Penitencial de Nuestra Señora de las Angustias de Valladolid. Algunos expertos la atribuyen al taller del escultor mientras que otros la adjudican al propio maestro, mencionando la profesora de Arte de la Universidad de Oviedo Yayoi Kawamura la posible autoría de Tomás de Sierra o su hijo Pedro, lo que retrasaría su hechura a los siglos xvii o xviii.
La imagen, cuyo emplazamiento original también resulta desconocido, acabó siendo propiedad de un canónigo de la Catedral de León probablemente a causa de la desamortización de Mendizábal, tras lo cual pasaría a manos de varias familias de Oviedo: las Rivaya Fernández, Cuesta Alonso de Nora, Cuesta Fernández y Portilla Cuesta, todas ellas con lazos de sangre (la escultura se custodió en la casa de las hermanas María Teresa y Ángeles Rivaya Fernández). Estas familias donaron la Virgen al Museo de la Iglesia de Oviedo en 2007, siendo la talla presentada al público el 16 de noviembre en un acto presidido por el arzobispo Carlos Osoro al que asistieron, entre otros, Kawamura (vinculada a las familias donantes por matrimonio), el restaurador Jesús Pura (quien intervino la imagen con motivo de su donación), la cronista oficial de Oviedo Carmen Ruiz-Tilve, el presidente de la Asociación de Amigos de la Catedral Juan Uría, varios canónigos de la seo ovetense (entre ellos Benito Gallego y José Franco), el deán Ángel Pandavenes, el empresario Pepe Cosmen, el director del museo Ramón Platero y el subdirector Agustín Hevia Ballina.

## Descripción
La Virgen, de metro y medio de alto por uno de ancho y realizada en madera de pino silvestre, aparece desplomada sobre una peana semicircular de policromía gris azulada y con una disposición ligeramente helicoidal del cuerpo con el fin de remarcar el grado de ansiedad producto del estado de trance en el que se encuentra sumida. La pierna derecha se halla flexionada y hacia delante mientras que la izquierda está doblada hacia atrás, gesto que provoca un leve arqueamiento del tronco hacia el lado izquierdo, con el hombro de este lado adelantado respecto al otro. La disposición de ambas piernas guarda consonancia en cierta forma con los brazos ya que el derecho se apoya en el pecho en señal de desconsuelo mientras que el izquierdo se halla estirado hacia la parte posterior y cubierto por el manto, con la mano parcialmente tapada al igual que la talla de Juni, quien tenía por costumbre cubrir partes anatómicas con pañería, destacando en este aspecto diversas obras: la María Magdalena del Santo Entierro (1541-1544) del Museo Nacional de Escultura; la Virgen de la Esperanza (c. 1550) de la Iglesia de Santiago de Allariz; el relieve de la Virgen de la Piedad (1550-1560) del retablo de la Capilla de los Alderete en la Iglesia museo de San Antolín de Tordesillas; el San Juan del Calvario de Ciudad Rodrigo (1556-1557) del Museo Nacional de Escultura; y la María de Cleofás del Santo Entierro (1566-1571) de la Catedral de Segovia.
La carga emocional radica en la cabeza, elevada, con la boca profundamente abierta y los ojos, de cristal, alzados hacia el cielo en actitud suplicante, estando la obra caracterizada en líneas generales por una composición piramidal y robusta, si bien a diferencia de la escultura de Juni esta no posee el mismo nivel de patetismo. La imagen, con la madera ahuecada y ensamblada al estilo de las esculturas del siglo xvi para facilitar el secado uniforme del material y evitar aberturas radiales, luce ropajes superpuestos consistentes en una túnica burdeos sin adornos con acuchillado en las mangas y sobre ella un sayo bermellón de abertura delantera a la altura del pecho, una toca en color marfil y un manto azul verdoso apoyado en el hombro izquierdo el cual cae por la parte posterior y se recoge entre las piernas. Los paños lucen una gran cantidad de drapeados en forma de arista que dotan a la imagen de gran movimiento, destacando un marcado equilibrio en las ondulaciones de todas las prendas, si bien en la zona del pecho, donde la mano derecha entra en contacto con los ropajes, no se producen tantos pliegues como en la imagen vallisoletana, lo que disminuye la sensación de profundidad, estando algunas zonas mejor trabajadas que otras, lo que sugiere la autoría del taller de Juni en vez de la participación del escultor en caso de haber sido tallada en el siglo xvi. Como único accesorio porta una sencilla diadema de orfebrería rematada con doce rayos intercalados coronados por estrellas.

## Restauración
La talla fue restaurada en 2007 por Jesús Puras y los miembros de su equipo (entre ellos su esposa Ana Ruiz), quienes ya habían intervenido la rejería de la capilla mayor de la Catedral de Oviedo así como el Cristo de la Capilla de los Velarde, sita en la seo ovetense. Las tareas efectuadas sobre la escultura, la cual se encontraba en mal estado de conservación, consistieron en eliminar añadidos y repintes tanto de época barroca como de los siglos xix y xx (seis en total), sobre todo una capa de pintura negra que oscurecía la talla y la dotaba de una apariencia fúnebre, ensombrecida a mayores por haber estado expuesta en una casa con calefacción, destacando por otro lado el descubrimiento de blanco de plomo en las carnaciones del rostro y sulfuro de mercurio en el manto, siendo los pigmentos en general de buena calidad. Además de recuperarse la policromía original se procedieron a acometer labores de limpieza, consolidación y regeneración de la materia base.

## Legado
Considerada una de las mejores piezas de la colección por su expresividad y calidad de ejecución, la Virgen, descrita como muy valiosa y de factura extraordinaria e incluso como digna de exhibirse en el Museo Nacional de Escultura, permanece expuesta en la sala VI del Museo de la Iglesia, dedicada a temas relativos a la Pasión de Cristo. Bautizada por Kawamura como «La Dolorosa de Oviedo», la imagen, la cual desfiló en 1963 en la Procesión del Sábado Santo de la Cofradía del Salvador, constituye a su vez una pieza fundamental para entender la evolución de los talleres castellanos así como para comprender la escultura renacentista en España.